# أستانا جيريبانجون

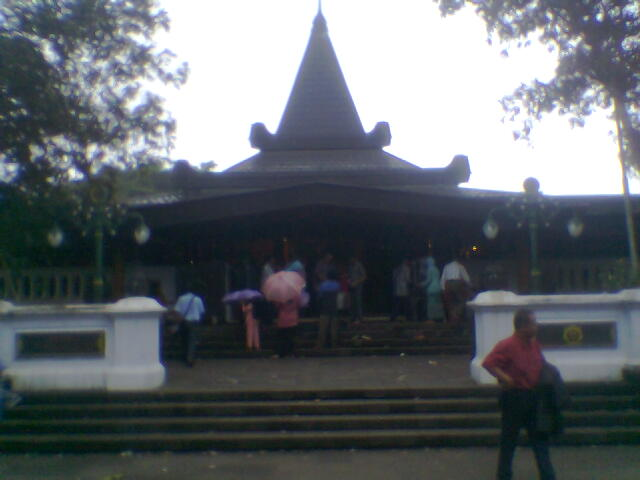
أستانا جيريبانجون.

أستانا جيريبانجون (بالإندونيسية: Astana Giribangun) هو مجمع ضريح لعائلة سوهارتو الرئيس الثاني لإندونيسيا. يقع الضريح في كارانغ بانجون في ماتيسه في كارانغانيار ريجنسي في مقاطعة جاوة الوسطى. كما يقع الضريح على سفوح جبل لو، على بعد حوالي 35 كيلومترًا شرق مدينة سوراكارتا. يُترجم عنوان النثر الجاوي القديم إلى «قصر الجبل الصاعد».
المبنى على الطراز المعماري الجاوي التقليدي ويحتل أجزاء من مجمع مقبرة مانغكونغران الملكية. كما ويقع على بعد 300 متر تقريبًا من مواقع دفن العائلة المالكة السلونيسية مانغكونغران الأولى والثانية والثالثة. دفن الرئيس السابق سوهارتو في أستانا جيريبانجون في 29 يناير 2008 مع مرتبة الشرف العسكرية الكاملة للدولة بعد وفاته في جاكرتا في اليوم السابق. ترأس حفل التأبين الرئيس سوسيلو بامبانغ يودهويونو. دفن سوهارتو بجانب زوجته الراحلة السيدة إيبو تين سوهارتو (سيتي هارتينا سوهارتو التي توفيت في 28 أبريل 1996) ووالدتها.
في وقت لاحق في أكتوبر 2010 وتماشيًا مع الممارسة الجاوية التقليدية، أقامت عائلة سوهارتو مراسم تذكارية في أستانا جيريبانجون بعد وفاته بـ 1000 يوم.
أثار اختيار الموقع بعض الجدل في ذلك الوقت. يعتقد الكثير من الجاويين أن إيبو سوهارتو ليس من الدم النبيل الحقيقي، بل هو من عامة الناس الذين ينحدرون من خادم أمين. التوفيق جاء من خلال محكمة مانغكونغران بحسم الجدل من خلال مرسوم أن سوهارتو يمكن بالفعل وضع قبر أو قصر في أستانا جيريبانجون، ولكن لا يمكن أن يكون أعلى من القبر الملكي الموجود مسبقًا في أستانا مانغاديغ. اعتبر موقع أستانا مانجاديج موقع يتميز بسمات روحية خاصة من قبل العديد من الدوكونس (السحرة)، والروحيين والكهنة الذين دعموا ممارسات سوهارتو كيجاوين، وذلك للتأمل ورسم الكاريزما من شاكتي (السحر).